# Mikozkowate

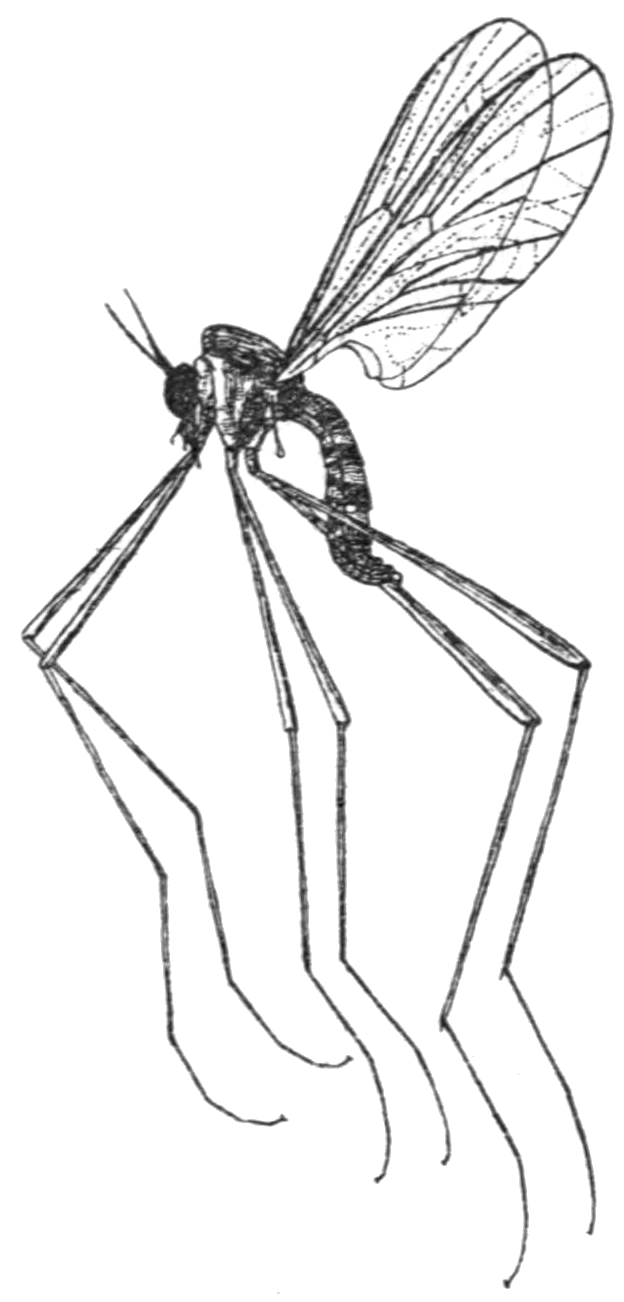
Samiec Blepharicera fasciata. Ryc. autorstwa K. Grünberga

Mikozkowate (Blephariceridae) – rodzina muchówek z podrzędu długoczułkich. Obejmuje około 320 opisanych gatunków. Larwy wodne, reofilne, żywią się glonami porastającymi kamienie i głazy.

## Opis

### Owad dorosły
Muchówki o smukłym ciele długości od 4 do 7 mm, zwykle matowo brązowym lub szarym, niekiedy srebrzyście lub opalizująco opylonym. Czułki są wydłużone i wieloczłonowe. Rozstaw oczu na głowie może być dychoptyczny do prawie holoptycznego i często wykazuje dymorfizm płciowy. Oprócz oczu obecne są także przyoczka, położone na wierzchu głowy. Aparat gębowy może być w pełni wykształcony lub zredukowany. Na skrzydłach zmarszczki tworzą siateczkowaty wzór. Odnóża są długie i cienkie. W odwłoku samic występują trzy zbiorniki nasienne. Narządy rozrodcze samca są odgięte ku stronie grzbietowej.

### Stadia rozwojowe
Larwy osiągają maksymalną długość od 4 do 13 mm. Ich ciało jest walcowate ze spłaszczoną spodnią stroną, podzielone przewężeniami na 7 odcinków nieodpowiadających tagmom. Na pierwszy odcinek składa się głowa zrośnięta z tułowiem i początkowym segmentem odwłoka. Kolejne pięć odcinków odpowiada segmentom odwłoka od czwartego do szóstego. Ostatni odcinek, analny, zbudowany jest z segmentów odwłoka od siódmego do dziesiątego. Głowa ma jedną parę oczu prostych, czułki i żuwaczki przystosowane do zdrapywania. Każdy z pozostałych odcinków wyposażony jest w jedną przyssawkę na stronie brzusznej, parę skrzelotchawek przy przednim brzegu oraz parę małych, stożkowatych posuwek przy krawędziach bocznych.
Półowalne, spłaszczone po brzusznej stronie poczwarki charakteryzują się obecnością parzystych narządów oddechowych, zbudowanych z czterech cienkich blaszek.

## Biologia i występowanie
Larwy i poczwarki są wodne, typowo reofilne. Zamieszkują dobrze natlenione, czyste wody o szybkim nurcie, zwłaszcza w rejonach górskich i podgórskich. Żyją przytwierdzone do kamieni lub skalistego dna. Pokarm larw stanowią glony zdrapywane silnymi żuwaczkami. Stadium poczwarki trwa zwykle 2–3 tygodnie.
Imagines zwykle żyją krótko, 1–2 tygodnie, i nie oddalają się od miejsc zasiedlanych przez larwy. Samice niektórych gatunków są owadożerne i żerują, wysysając z ofiar hemolimfę. Kopulacja odbywa się na roślinach lub skałach. Jaja składane są na kamieniach i głazach, pod lub tuż nad powierzchnią wody. Do podłoża przytwierdzone są wydzieliną.
Przedstawiciele rodziny występują na wszystkich kontynentach oprócz Antarktydy, a także na niektórych dużych wyspach jak Madagaskar czy Nowa Zelandia. Liczne gatunki wykazują endemizm na poziomie regionalnym. W Polsce stwierdzono 6 gatunków (zobacz: mikozkowate Polski).

## Taksonomia i ewolucja
W zapisie kopalnym reprezentowane są od keloweju w jurze. Dotychczas opisano około 320 gatunków z około 30 rodzajów. Klasyfikuje się je w 3 podrodzinach:
- †Blephadejurinae Lukashevich et al., 2006
- Blepharicerinae Loew, 1862
- Edwardsininae Crampton, 1924